# Науман (лунный кратер)
Кратер Науман (лат. Naumann) — небольшой ударный кратер в центральной части Океана Бурь на видимой стороны Луны. Название присвоено в честь немецкого минералога и геолога Карла Фридриха Наумана (1797—1873) и утверждено Международным астрономическим союзом в 1935 г.

## Описание кратера

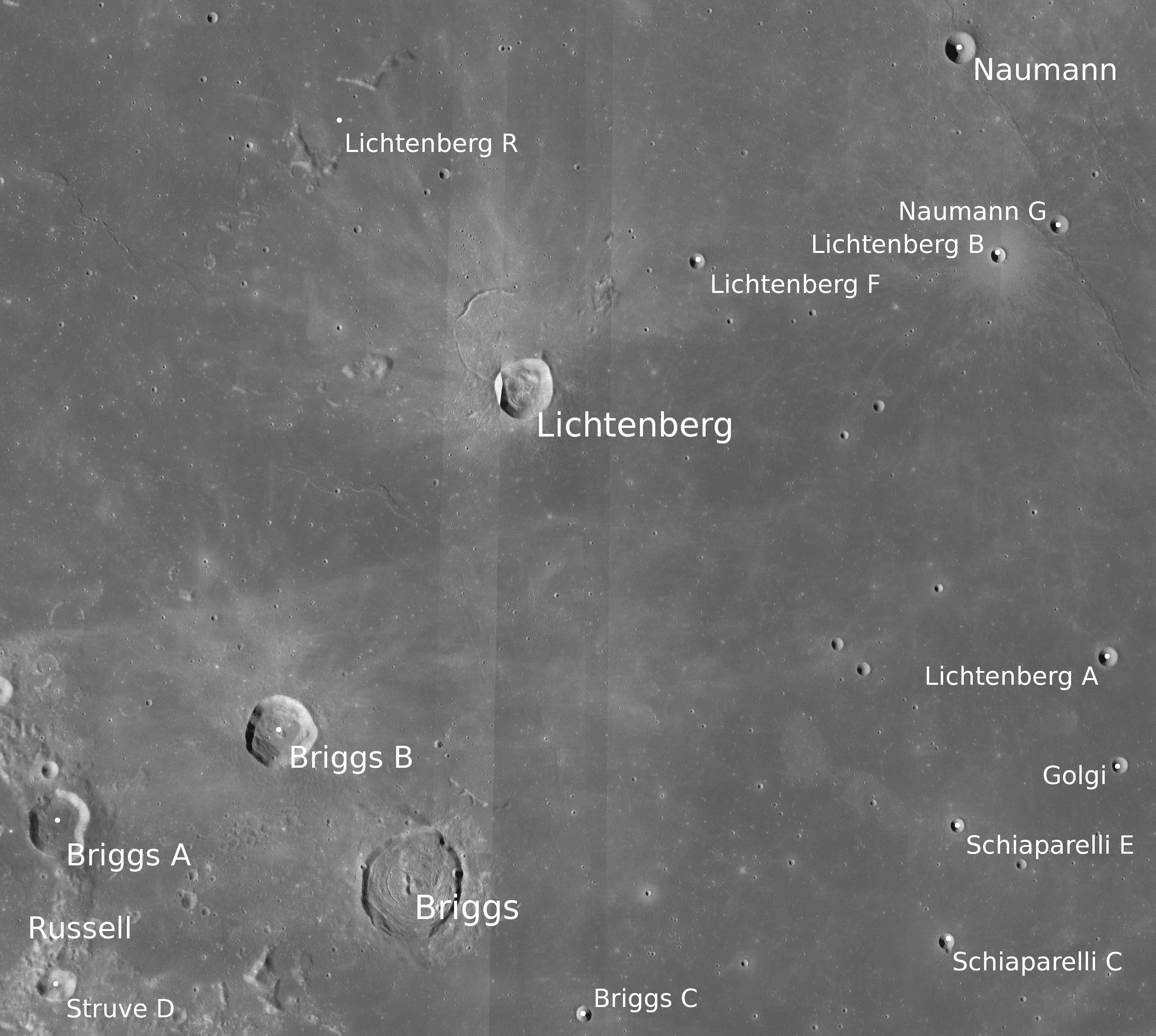
Окрестности кратера Науман. Снимок Lunar Reconnaissance Orbiter.

Ближайшими соседями кратера являются кратер Хьюмасон на юго-востоке и кратер Лихтенберг на юго-западе. На севере-северо-востоке от кратера Науман расположен пик Рюмкера; на юго-востоке находятся горы Агрикола. Селенографические координаты центра кратера 35°23′ с. ш. 62°01′ з. д. / 35,38° с. ш. 62,02° з. д., диаметр — 52,0 км, глубина — 1840 м.
Кратер Науман имеет циркулярную чашеобразную форму с небольшим участком плоского дна. Вал с четко очерченной кромкой и гладким внутренним склоном с высоким альбедо. Высота вала над окружающей местностью достигает 330 м, объем кратера составляет приблизительно 30 км³. По морфологическим признакам кратер относится к типу BIO (по названию типичного представителя этого класса — кратера Био). Включен в список кратеров с яркой системой лучей Ассоциации лунной и планетарной астрономии (ALPO).

## Сателлитные кратеры

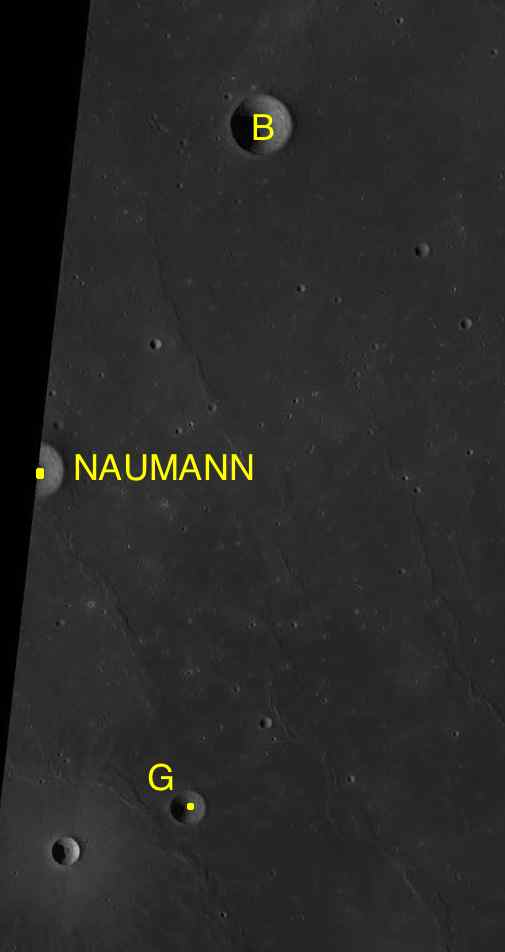
Фрагмент карты LAC-23.

| Науман | Координаты                                            | Диаметр, км |
| ------ | ----------------------------------------------------- | ----------- |
| B      | 37°28′ с. ш. 60°42′ з. д. / 37,46° с. ш. 60,7° з. д.  | 10,7        |
| G      | 33°34′ с. ш. 60°44′ з. д. / 33,57° с. ш. 60,73° з. д. | 6,2         |